# Arctosa biseriata
Arctosa biseriata (Roewer, 1960) è un ragno appartenente alla famiglia Lycosidae.

## Etimologia
Il nome proprio della specie deriva dall'aggettivo latino biseriatus, -a, -um cioè che possiede una doppia serie di (strisce, punti...), in riferimento alle strisce longitudinali presenti lungo il corpo.

## Caratteristiche
I cheliceri sono di colore marrone; la pars frontalis del cefalotorace è glabra e lucida. Inoltre le zampe sono di due diverse tonalità: il femore e la tibia di colore giallo scuro, gli altri segmenti sono giallo pallido.
I maschi hanno il bodylenght (prosoma + opistosoma) di 5 millimetri (2,5 + 2,5).

## Distribuzione
La specie è stata reperita nella Repubblica Democratica del Congo, nei pressi della città di Lubumbashi (ex-Elizabethville).

## Tassonomia
Al 2016 non sono note sottospecie e dal 1960 non sono stati esaminati nuovi esemplari.